# Bernard Romans
Bernard Romans (1720 – 1784) foi um engenheiro e naturalista holandês.